# Мавронорос
Мавронорос (на гръцки: Μαυρονόρος) е село в Гърция, дем Гревена, административна област Западна Македония.

## География
Селото е разположено на 750 m надморска височина, на 10 km югозападно от град Гревена в подножието на връх Орлякас на планината Пинд.

## История

### В Османската империя
Главната селска църква е „Свети Теодор Стратилат“ от 1806 година. В селото има още църкви „Света Неделя“ от XVI век, „Свети Георги“, „Света Троица“ на мястото на стар манастир, чиито руни все още се виждат и „Света Параскева“ в долната махала на селото.
Към 1900 година според статистиката на Васил Кънчов („Македония. Етнография и статистика“) Мавроноресъ брои 112 жители гърци християни.
На Етнографската карта на Битолския вилает на Картографския институт в София от 1901 година Мавропорос е чисто гръцко село в Гревенската каза на Серфидженския санджак с 37 къщи.
Според статистика на Серфидженския санджак на гръцкото консулство в Еласона от 1904 година в Мавронорос (Μαυρονόρος), Гревенска каза, живеят 165 гърци елинофони християни.

### В Гърция
През Балканската война в 1912 година в селото влизат гръцки части и след Междусъюзническата в 1913 година селото влиза в състава на Кралство Гърция.
Населението произвежда жито, картофи и други земеделски култури, като се занимава частично и със скотовъдство.
| Година    | 1913 | 1920 | 1928 | 1940 | 1951 | 1961 | 1971 | 1981 | 1991 | 2001 | 2011 | 2021 |
| --------- | ---- | ---- | ---- | ---- | ---- | ---- | ---- | ---- | ---- | ---- | ---- | ---- |
| Население | 248  | 219  |      | 286  | 225  | 244  | 134  | 139  | 123  | 136  | 78   | 83   |

- „Света Троица“
- „Света Неделя“
- „Свети Теодор Стратилат“
- „Свети Георги“

## Личности
Родени в Мавронорос
- Аристотелис Варсамис (р. 1942), гръцки зограф
- Константинос Верверас (1880 – 1918), гръцки революционер и бандит
- Теодорос Зякас (1800 – 1882), гръцки революционер